# Žabovřesky (Chlístov)
Žabovřesky je malá vesnice, část obce Chlístov v okrese Benešov. Nachází se asi 0,5 km na jihozápad od Chlístova. V roce 2009 zde bylo evidováno 34 adres.
Žabovřesky leží v katastrálním území Chlístov u Benešova o výměře 2,9 km².

## Historie
První písemná zmínka o vesnici pochází z roku 1342.
Za druhé světové války se ves stala součástí vojenského cvičiště Zbraní SS Benešov a její obyvatelé se museli 1. dubna 1943 vystěhovat.

## Pamětihodnosti
- Usedlost čp. 9

## Galerie

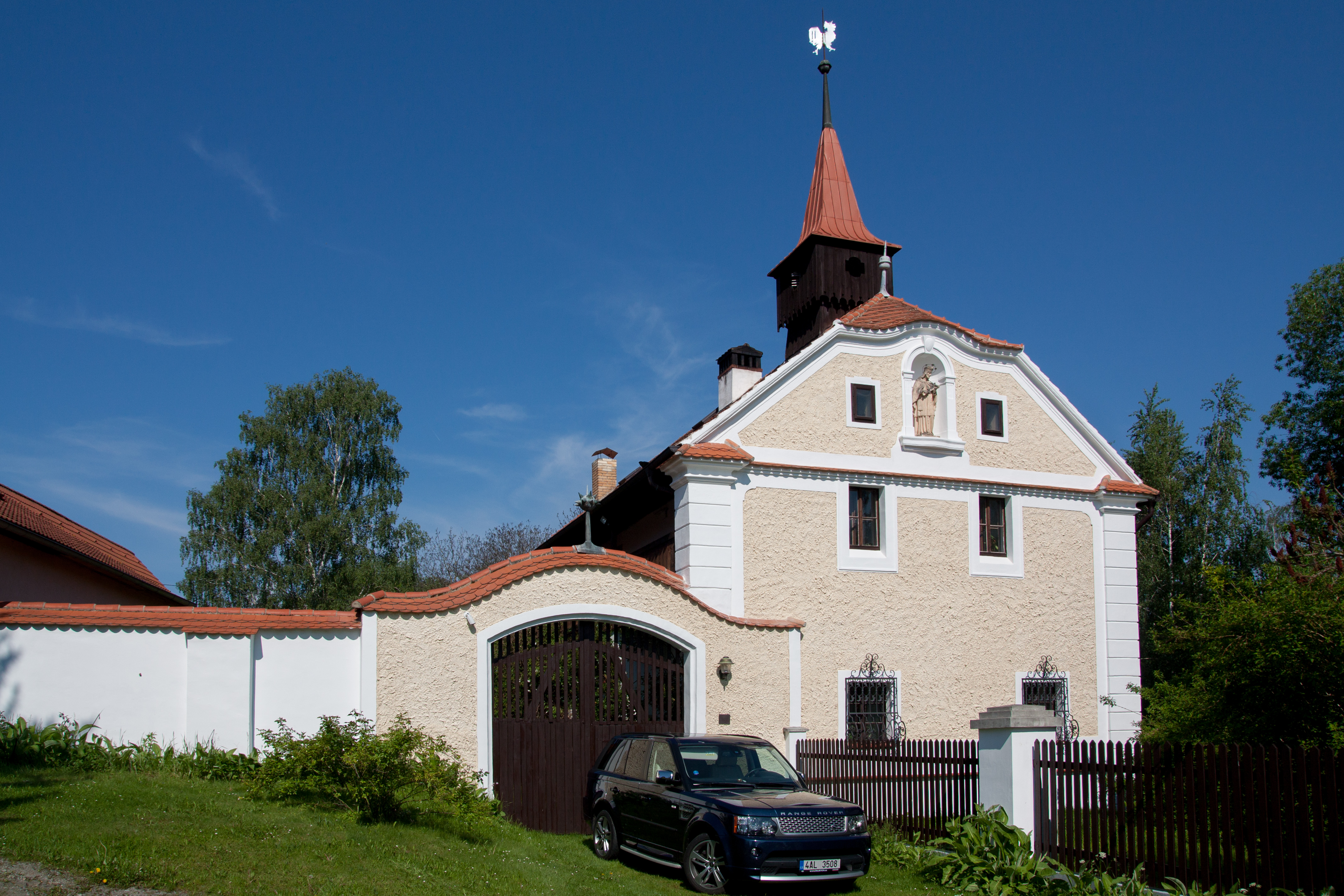
Usedlost čp. 9
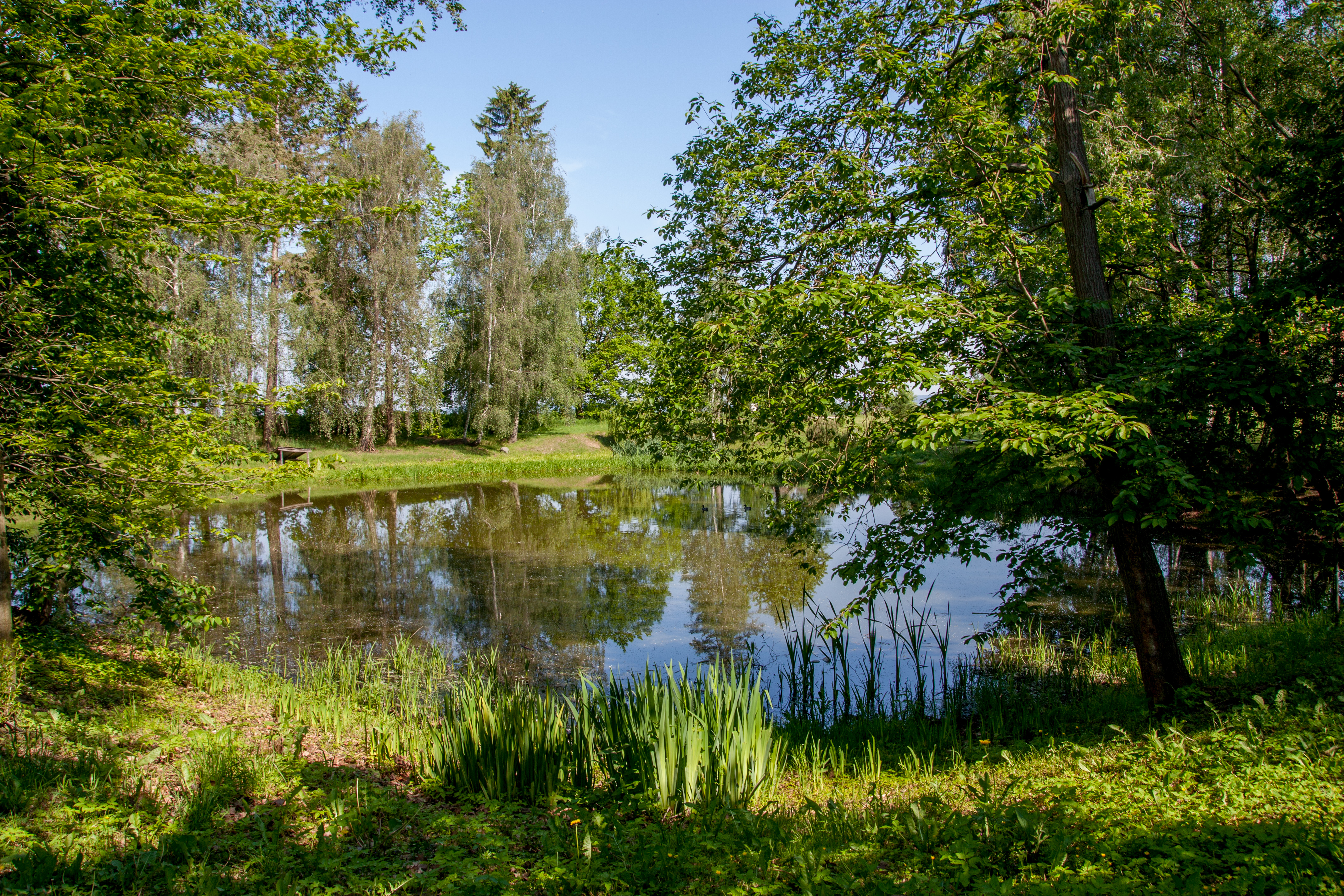
Rybník
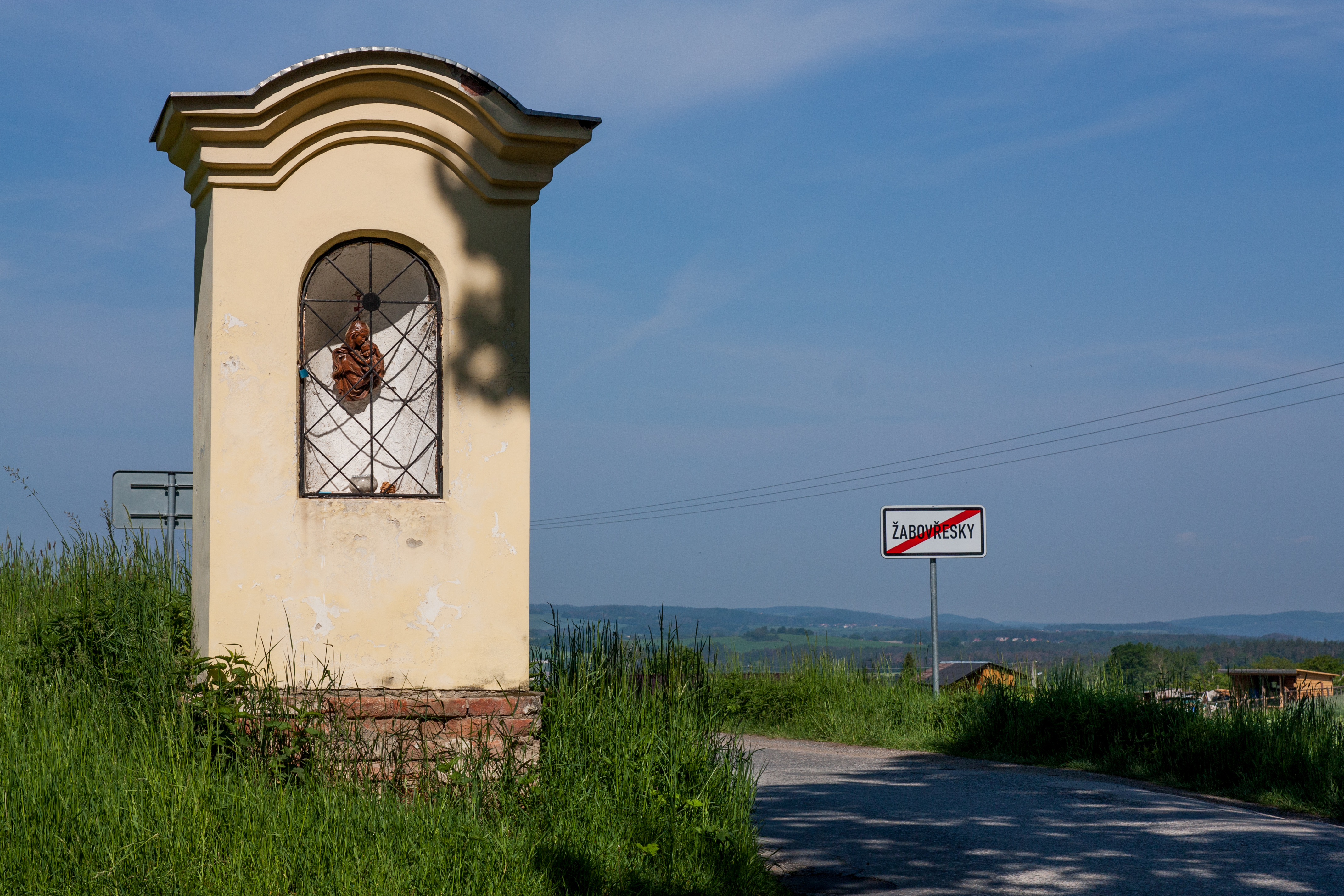
Kaplička u cesty